# Alexia (Sängerin)/Diskografie
Diese Diskografie ist eine Übersicht über die musikalischen Werke der italienischen Eurodance-Sängerin Alexia.
Bis zum Jahr 2015 platzierten sich insgesamt neun Alben und 17 Singles in den italienischen Charts. Die Lieder Me and You (1995, mit Double You) und Summer Is Crazy (1996) wurden Nummer-eins-Hits. Außerdem schafften es sieben weitere Auskopplungen in die Top 10 der IT-Charts. International hatte Alexia mit der 1997er Single Uh La La La ihren größten Erfolg. Das Lied erreichte die Top 30 in Deutschland, die Top 20 in der Schweiz sowie die Top 10 in Österreich, Großbritannien und Italien. 

## Alben

### Studioalben
| Jahr | Titel                       | Höchstplatzierung, Gesamtwochen, AuszeichnungChartplatzierungen (Jahr, Titel, Platzierungen, Wochen, Auszeichnungen, Anmerkungen) | Höchstplatzierung, Gesamtwochen, AuszeichnungChartplatzierungen (Jahr, Titel, Platzierungen, Wochen, Auszeichnungen, Anmerkungen) | Höchstplatzierung, Gesamtwochen, AuszeichnungChartplatzierungen (Jahr, Titel, Platzierungen, Wochen, Auszeichnungen, Anmerkungen) | Höchstplatzierung, Gesamtwochen, AuszeichnungChartplatzierungen (Jahr, Titel, Platzierungen, Wochen, Auszeichnungen, Anmerkungen) | Höchstplatzierung, Gesamtwochen, AuszeichnungChartplatzierungen (Jahr, Titel, Platzierungen, Wochen, Auszeichnungen, Anmerkungen) | Anmerkungen                              |
| Jahr | Titel                       | DE | AT | CH | UK | IT | Anmerkungen                              |
| ---- | --------------------------- | --- | --- | --- | --- | --- | ---------------------------------------- |
| 1998 | The Party                   | — | — | — | UK97 (1 Wo.)UK | IT17 (9 Wo.)IT | Erstveröffentlichung: 1. Juni 1998       |
| 1999 | Happy                       | — | — | — | — | IT31 (3 Wo.)IT | Erstveröffentlichung: August 1999        |
| 2002 | Alexia                      | — | — | CH100 (1 Wo.)CH | — | IT14 (15 Wo.)IT | Erstveröffentlichung: 8. März 2002       |
| 2003 | Il cuore a modo mio         | — | — | CH100 (1 Wo.)CH | — | IT17 (8 Wo.)IT | Erstveröffentlichung: 7. März 2003       |
| 2004 | Gli occhi grandi della luna | — | — | — | — | IT56 (2 Wo.)IT | Erstveröffentlichung: 5. Juli 2004       |
| 2005 | Da grande                   | — | — | — | — | IT58 (3 Wo.)IT | Erstveröffentlichung: 2005               |
| 2009 | Ale & C.                    | — | — | — | — | IT69 (2 Wo.)IT | Erstveröffentlichung: 20. Februar 2009   |
| 2015 | Tu puoi se vuoi             | — | — | — | — | IT93 (1 Wo.)IT | Erstveröffentlichung: 5. Mai 2015        |
| 2017 | Quell’altra                 | — | — | — | — | IT53 (1 Wo.)IT | Erstveröffentlichung: 29. September 2017 |

Weitere Alben
- 1997: Fan Club
- 2001: Mad for Music
- 2008: Ale’
- 2010: Stars
- 2013: iCanzonissime

### Kompilationen
| Jahr | Titel    | Höchstplatzierung, Gesamtwochen, AuszeichnungChartplatzierungen (Jahr, Titel, Platzierungen, Wochen, Auszeichnungen, Anmerkungen) | Höchstplatzierung, Gesamtwochen, AuszeichnungChartplatzierungen (Jahr, Titel, Platzierungen, Wochen, Auszeichnungen, Anmerkungen) | Höchstplatzierung, Gesamtwochen, AuszeichnungChartplatzierungen (Jahr, Titel, Platzierungen, Wochen, Auszeichnungen, Anmerkungen) | Höchstplatzierung, Gesamtwochen, AuszeichnungChartplatzierungen (Jahr, Titel, Platzierungen, Wochen, Auszeichnungen, Anmerkungen) | Höchstplatzierung, Gesamtwochen, AuszeichnungChartplatzierungen (Jahr, Titel, Platzierungen, Wochen, Auszeichnungen, Anmerkungen) | Anmerkungen                        |
| Jahr | Titel    | DE | AT | CH | UK | IT | Anmerkungen                        |
| ---- | -------- | --- | --- | --- | --- | --- | ---------------------------------- |
| 2000 | The Hits | — | — | — | — | IT26 (14 Wo.)IT | Erstveröffentlichung: 6. Juni 2000 |

Weitere Kompilationen
- 1998: Remix Album ’98
- 1999: The Best Of
- 2007: Le più belle di …

## Singles

### Als Leadmusikerin
| Jahr | Titel Album                                                 | Höchstplatzierung, Gesamtwochen, AuszeichnungChartplatzierungen (Jahr, Titel, Album, Platzierungen, Wochen, Auszeichnungen, Anmerkungen) | Höchstplatzierung, Gesamtwochen, AuszeichnungChartplatzierungen (Jahr, Titel, Album, Platzierungen, Wochen, Auszeichnungen, Anmerkungen) | Höchstplatzierung, Gesamtwochen, AuszeichnungChartplatzierungen (Jahr, Titel, Album, Platzierungen, Wochen, Auszeichnungen, Anmerkungen) | Höchstplatzierung, Gesamtwochen, AuszeichnungChartplatzierungen (Jahr, Titel, Album, Platzierungen, Wochen, Auszeichnungen, Anmerkungen) | Höchstplatzierung, Gesamtwochen, AuszeichnungChartplatzierungen (Jahr, Titel, Album, Platzierungen, Wochen, Auszeichnungen, Anmerkungen) | Anmerkungen                                                |
| Jahr | Titel Album                                                 | DE | AT | CH | UK | IT | Anmerkungen                                                |
| ---- | ----------------------------------------------------------- | --- | --- | --- | --- | --- | ---------------------------------------------------------- |
| 1995 | Me and You –                                                | — | — | — | — | IT1 (14 Wo.)IT | Erstveröffentlichung: 25. September 1995 mit Double You    |
| 1996 | Summer Is Crazy Fan Club                                    | — | AT36 (1 Wo.)AT | CH25 (6 Wo.)CH | — | IT1 (17 Wo.)IT | Erstveröffentlichung: 13. Mai 1996                         |
| 1996 | Number One –                                                | — | — | — | — | IT3 (9 Wo.)IT | Erstveröffentlichung: 11. November 1996                    |
| 1997 | Uh La La La Fan Club                                        | DE30 (13 Wo.)DE | AT6 (14 Wo.)AT | CH16 (16 Wo.)CH | UK10 (9 Wo.)UK | IT6 (1 Wo.)IT | Erstveröffentlichung: 25. April 1997                       |
| 1998 | Gimme Love The Party                                        | — | — | CH38 (1 Wo.)CH | UK17 (4 Wo.)UK | IT3 (8 Wo.)IT | Erstveröffentlichung: 12. März 1998                        |
| 1998 | The Music I Like The Party                                  | — | — | — | UK31 (2 Wo.)UK | IT5 (6 Wo.)IT | Erstveröffentlichung: 12. Juli 1998                        |
| 1999 | Goodbye Happy                                               | — | — | — | — | IT6 (9 Wo.)IT | Erstveröffentlichung: 15. August 1999                      |
| 1999 | Happy                                                       | — | — | — | — | IT18 (7 Wo.)IT | Erstveröffentlichung: 29. Oktober 1999                     |
| 2000 | Ti amo ti amo –                                             | — | — | — | — | IT12 (10 Wo.)IT | Erstveröffentlichung: 26. Mai 2000                         |
| 2000 | Non ti dimenticherò Come fa bene l’amore                    | — | — | — | — | IT34 (4 Wo.)IT | Erstveröffentlichung: 19. Oktober 2000 mit Gianni Morandi  |
| 2001 | Money Honey Mad for Music                                   | — | — | CH85 (4 Wo.)CH | — | IT21 (7 Wo.)IT | Erstveröffentlichung: 18. Mai 2001                         |
| 2002 | Dimmi come… Alexia                                          | — | — | — | — | IT4 (18 Wo.)IT | Erstveröffentlichung: 6. März 2002                         |
| 2003 | Ring –                                                      | — | — | — | UK48 (2 Wo.)UK | — | Erstveröffentlichung: 10. Februar 2003                     |
| 2003 | Per dire di no Il cuore a modo mio                          | — | — | CH83 (3 Wo.)CH | — | IT11 (10 Wo.)IT |                                                            |
| 2003 | Egoista Il cuore a modo mio                                 | — | — | — | — | IT46 (6 Wo.)IT | Erstveröffentlichung: 15. Mai 2003                         |
| 2004 | Come tu mi vuoi (You Need Love) Gli occhi grandi della luna | — | — | — | — | IT49 (2 Wo.)IT |                                                            |
| 2005 | Da grande                                                   | — | — | — | — | IT18 (6 Wo.)IT | Erstveröffentlichung: 2005                                 |
| 2009 | Biancaneve Ale & C.                                         | — | — | — | — | IT6 (7 Wo.)IT | Erstveröffentlichung: 18. Februar 2009 feat. Mario Lavezzi |

Weitere Singles
- 1989: It’s All Right (als Lita Beck)
- 1989: Boy (als Alexia Cooper)
- 1992: Let You Go (als Alexia Cooper)
- 1997: Hold On
- 1997: Virtual Reality
- 1998: Keep on Movin’
- 2001: Summerlovers
- 2003: Il cuore a modo mio
- 2009: „WE“ Is the Power (Alexia feat. Bloom 06)

### Als Gastmusikerin
| Jahr | Titel Album     | Höchstplatzierung, Gesamtwochen, AuszeichnungChartsChartplatzierungen (Jahr, Titel, Album, Platzierungen, Wochen, Auszeichnungen, Anmerkungen) | Anmerkungen                             |
| Jahr | Titel Album     | IT | Anmerkungen                             |
| ---- | --------------- | --- | --------------------------------------- |
| 2020 | You and Me 1990 | IT57 (1 Wo.)IT | Achille Lauro feat. Alexia & Capo Plaza |

## Statistik

### Chartauswertung
|                     | DE    | AT    | CH    | UK    | IT     |
| ------------------- | ----- | ----- | ----- | ----- | ------ |
| Nummer-eins-Alben   | DE—DE | AT—AT | CH—CH | UK—UK | IT—IT  |
| Top-10-Alben        | DE—DE | AT—AT | CH—CH | UK—UK | IT—IT  |
| Alben in den Charts | DE—DE | AT—AT | CH2CH | UK1UK | IT10IT |

|                       | DE    | AT    | CH    | UK    | IT     |
| --------------------- | ----- | ----- | ----- | ----- | ------ |
| Nummer-eins-Singles   | DE—DE | AT—AT | CH—CH | UK—UK | IT2IT  |
| Top-10-Singles        | DE—DE | AT1AT | CH—CH | UK1UK | IT9IT  |
| Singles in den Charts | DE1DE | AT2AT | CH5CH | UK4UK | IT18IT |

### Auszeichnungen für Musikverkäufe
| Silberne Schallplatte - Frankreich - 1997: für die Single Uh La La La Goldene Schallplatte - Finnland - 1998: für das Album The Party - Polen - 1997: für das Album Fan Club | 2× Platin-Schallplatte - Finnland - 1997: für das Album Fan Club |

| Land/RegionAuszeichnungen für Musikverkäufe (Land/Region, Auszeichnungen, Verkäufe, Quellen) | Silber  | Gold     | Platin     | Verkäufe | Quellen     |
| -------------------------------------------------------------------------------------------- | ------- | -------- | ---------- | -------- | ----------- |
| Finnland (IFPI)                                                                              | —       | Gold1    | 2× Platin2 | 113.164  | ifpi.fi     |
| Frankreich (SNEP)                                                                            | Silber1 | —        | —          | 125.000  | infodisc.fr |
| Polen (ZPAV)                                                                                 | —       | Gold1    | —          | 50.000   | olis.pl     |
| Insgesamt                                                                                    | Silber1 | 2× Gold2 | 2× Platin2 |          |             |